# Piotr Mordel
Piotr Mordel (ur. 10 kwietnia 1961 w Lublinie) – działający w Berlinie polski aktor kabaretu, grafik, założyciel wydawnictwa Mordellus Press oraz współtwórca Klubu polskich nieudaczników.

## Życiorys
Ukończył w roku 1983 studia na Wydziale Elektrycznym Politechniki Lubelskiej i w roku 1997 studia w szkole grafiki komputerowej w Berlinie.
W okresie stanu wojennego uczestniczył w Lublinie w nielegalnym ruchu wydawniczym. W roku 1987 został uwięziony przez Służbę Bezpieczeństwa. Od roku 1988 mieszka w Berlinie. W roku 1992 założył wydawnictwo Mordellus, w którym do roku 2000 wyszło około czterdziestu pozycji literatury w językach polskim i niemieckim.  
W roku 2000 został członkiem założycielem „Związku Polskich Nieudaczników” (Bund der Polnischen Versager) i członkiem zarządu powstałego w roku 2001 Klubu Polskich Nieudaczników z siedzibą w Berlinie. W klubie jest czynny również jako aktor i moderator imprez klubowych. Wraz z Adamem Gusowskim występuje w radiowych programach „Adam Gusowski und Piotr Mordel Leutnant-Show“ nadawanych każdej soboty o godzinie 21:37 w wielojęzycznym programie COSMO, będącym koprodukcją WDR i rbb. Ponadto występuje wraz z Adamem Gusowskim w satyrycznych filmach, dostępnych na YouTube.
Wraz z Adamem Gusowskim i Joanną Charchan tworzył zespół muzyczny Show-band.
Jest również czynny jako grafik w polsko-niemieckim magazynie „Dialog”.

## Publikacje
- Der Club der polnischen Versager (z Adamem Gusowskim), Reinbek bei Hamburg, Rowohlt-Taschenbuch-Verlag, Rowohlt Bücher rororo 2012 : ISBN 978-3-499-62985-3
- Der Club der polnischen Versager [wersja elektroniczna] (z Adamem Gusowskim), Reinbek, Rowohlt Digitalbuch, 2012, 1. wyd.

## Literatura
- Maria Kalczyńska, Instytucje polonijnych wydawnictw literackich najnowszej emigracji polskiej w Niemczech, „Przegląd Polonijny“ 1999, nr 4.